# Belvédère-haven
De Belvédère-haven, voorheen bekend als de Jo-Jo-Haven, is een oude, kleine haven in het noorden van Maastricht, aan de rand van de wijk Boschpoort. Het is, na het Bassin, de tweede haven aan het begin van de Zuid-Willemsvaart in Maastricht.
De haven werd gegraven tussen 1924 en 1930 als rijksvluchthaven. In het geval van sterke stroming, hoogwater of ijsgang op de Maas konden schepen in deze haven veilig aanleggen.
De activiteiten in de haven zijn de laatste jaren minimaal. Er bestaan plannen om de haven een recreatieve functie te geven in het kader van de herontwikkeling van het gebied waarin de haven gelegen is. Dit Plan Belvédère zal tussen 2005 en 2030 de hele omgeving in aanzien doen veranderen, waarbij de industrie voor een groot deel plaatsmaakt voor de woonfunctie.